# Parsonsia brachiata
Parsonsia brachiata är en oleanderväxtart som beskrevs av Henri Ernest Baillon och André Guillaumin. Parsonsia brachiata ingår i släktet Parsonsia och familjen oleanderväxter. Inga underarter finns listade i Catalogue of Life.